# الیزا اورامی
الیزا اورامی (زادهٔ ۹ آذر ۱۳۴۴، مشهد) دوبلور و بازیگر اهل ایران است. او همسر اردلان شجاع‌کاوه است.

## فعالیت‌ها
برخی از کارهای گویندگی او در جدول زیر آورده شده‌است:
| دوبله به جای      | نام فیلم                     |
| ----------------- | ---------------------------- |
| کارلا گوجینو      | سریع‌تر                       |
| نائومی هریس       | رمپیج                        |
| اما تامپسون       | کروئلا                       |
| جما آرترتون       | کینگزمن                      |
| کورتنی کاکس       | جیغ                          |
| مریل استریپ       | بالا رو نگاه نکن             |
| کیت بلانشت        | کوچه کابوس                   |
| کری کون           | شکارچیان روح: افترلایف       |
| ونسا ردگریو       | مأموریت: غیرممکن             |
| کیت بلانشت        | هابیت: یک سفر غیرمنتظره      |
| کاترین مک‌کورمک    | خیاط پاناما                  |
| فی داناوی         | پیام‌آور: داستان ژان دارک     |
| میچل فوربز        | متولد ماه می                 |
| سیگورنی ویور      | آواتار                       |
| امیلی مورتیمر     | قطار سیبری                   |
| جولیان مور        | زنی پشت پنجره                |
| تیلدا سوینتن      | مورد عجیب بنجامین باتن       |
| داین لین          | مارک فلت                     |
| کیت نلیگان        | گرگ                          |
| میشل فایفر        | جادوگر دروغ‌ها                |
| نادیه فارس        | رودخانه‌های سرخ               |
| ربکا فرگوسن       | تلماسه                       |
| ربکا فرگوسن       | خاطره‌پردازی                  |
| تاپنس میدلتون     | منک                          |
| لورا درن          | زنان کوچک                    |
| رجینا هال         | شفت                          |
| سوزان ساراندون    | نامادری                      |
| نیام الگار        | خشم مردانه                   |
| هلنا بونهام کارتر | انولا هولمز                  |
| جنی روناکر        | حرفه: خبرنگار                |
| اولیویا ویلیامز   | پشیمانی‌های خانم آستین        |
| آن بنکرافت        | تقاطع خیابان ۸۴ چرینگ کراس   |
| نانسی آلن         | پلیس آهنی ۲                  |
| ماریلا کاتبرت     | آن شرلی، دختری با موهای قرمز |